# Équipe de France de football en 1975
Chronologie
Saison précédente Saison suivante
Cet article traite de l'année 1975 de l'équipe de France de football.
Contre le Portugal, Bernard Boissier ne porte le maillot que 2 minutes, soit alors le plus court temps de jeu sous le maillot bleu. Ce record n'est battu qu'en 2005, lorsque Franck Jurietti, pour son unique sélection contre Chypre, ne dispute que les ultimes secondes de la partie.

## Les matchs
| Date             | Stade                                                     | Adversaire | Score | Comp | Buteurs français                    |
| 26 mars 1975     | Parc des Princes Paris, France                            | Hongrie    | V 2-0 | A    | Michel (56e), Parizon (63e)         |
| 26 avril 1975    | Stade Yves-du-Manoir Colombes, France                     | Portugal   | D 0-2 | A    | -                                   |
| 25 mai 1975      | Laugardalsvöllur Reykjavik, Islande                       | Islande    | N 0-0 | QCE  | -                                   |
| 3 septembre 1975 | Stade Marcel-Saupin Nantes, France                        | Islande    | V 3-0 | QCE  | Guillou (20e et 74e), Berdoll (87e) |
| 12 octobre 1975  | Zentralstadion Leipzig, République démocratique allemande | RDA        | D 1-2 | QCE  | Bathenay (50e)                      |
| 15 novembre 1975 | Parc des Princes Paris, France                            | Belgique   | N 0-0 | QCE  | -                                   |

A : match amical.
QCE : match qualificatif pour l'Euro 1976

## Les joueurs
| Joueurs                                                            |     |     |     |     |    |     |
| Gardiens de but                                                    |     |     |     |     |    |     |
| René Charrier (Olympique de Marseille) (2 seules sélections)       | 90  | 45  |     |     |    |     |
| Dominique Baratelli (OGC Nice)                                     |     | r45 | 90  | 90  | 90 | 90  |
| Défenseurs                                                         |     |     |     |     |    |     |
| François Bracci (Olympique de Marseille)                           | 90  | 90  | 90  | 90  | 90 | 90  |
| Marius Trésor (Olympique de Marseille)                             | 90  | 90  | 90  | 90  | 90 | 90  |
| Christian Lopez (AS Saint-Étienne) (1re sélection)                 | 83  |     | 90  |     |    |     |
| Victor Zvunka (Olympique de Marseille) (1re et dernière sélection) | 90  |     |     |     |    |     |
| Alain Merchadier (AS Saint-Étienne) (5e et dernière sélection)     | r7  |     |     |     |    |     |
| Jean-Pierre Adams (OGC Nice)                                       |     | 90  | 90  | 90  | 90 |     |
| Jean-François Jodar (Stade de Reims)                               |     | 88  |     |     |    |     |
| Bernard Boissier (Nîmes Olympique) (1re et dernière sélection)     |     | r2  |     |     |    |     |
| Raymond Domenech (Olympique lyonnais)                              |     |     |     | 90  |    | 90  |
| Gérard Janvion (AS Saint-Étienne) (1re sélection)                  |     |     |     |     | 90 |     |
| Charles Orlanducci (SC Bastia) (1re et dernière sélection)         |     |     |     |     |    | 90  |
| Milieux                                                            |     |     |     |     |    |     |
| Jean-Marc Guillou (SCO Angers/OGC Nice)                            | 90  | 90  | 90  | 90  | 90 | 90  |
| Henri Michel (FC Nantes)                                           | 90  | 90  | 90  | 90  | 90 | 90  |
| Jean-Noël Huck (OGC Nice) (dernières sélections)                   | 70  | 45  |     | 90  |    | 45  |
| Claude Papi (SC Bastia)                                            | r20 |     |     |     |    |     |
| Jean-Michel Larqué (AS Saint-Étienne)                              |     |     | 90  |     |    | r22 |
| Dominique Bathenay (AS Saint-Étienne) (1re sélection)              |     |     |     |     | 90 |     |
| Attaquants                                                         |     |     |     |     |    |     |
| Georges Bereta (Olympique de Marseille) (dernières sélections)     | 90  | 72  | 90  |     |    |     |
| Patrick Parizon (Lille OSC) (uniques sélections)                   | r30 | 90  | r15 |     |    |     |
| Yves Triantafilos (AS Saint-Étienne) (1re et dernière sélection)   | 90  |     |     |     |    |     |
| Hervé Revelli (AS Saint-Étienne) (30e et dernière sélection)       | 60  |     |     |     |    |     |
| Jean Gallice (Girondins de Bordeaux)                               |     | r45 | 75  |     | 90 | r12 |
| Christian Coste (Lille OSC) (dernières sélections)                 |     | 90  |     |     |    | 78  |
| Yves Mariot (Olympique lyonnais) (1re et dernière sélection)       |     | r18 |     |     |    |     |
| Marc Berdoll (SCO Angers)                                          |     |     | 90  | r45 |    |     |
| Dominique Rocheteau (AS Saint-Étienne) (1re sélection)             |     |     |     | 90  | 90 | 90  |
| Albert Emon (Olympique de Marseille) (1re sélection)               |     |     |     | 90  | 90 | 90  |
| Marc Molitor (OGC Nice) (10e et dernière sélection)                |     |     |     | 45  |    |     |